# Wilhelm Reusch

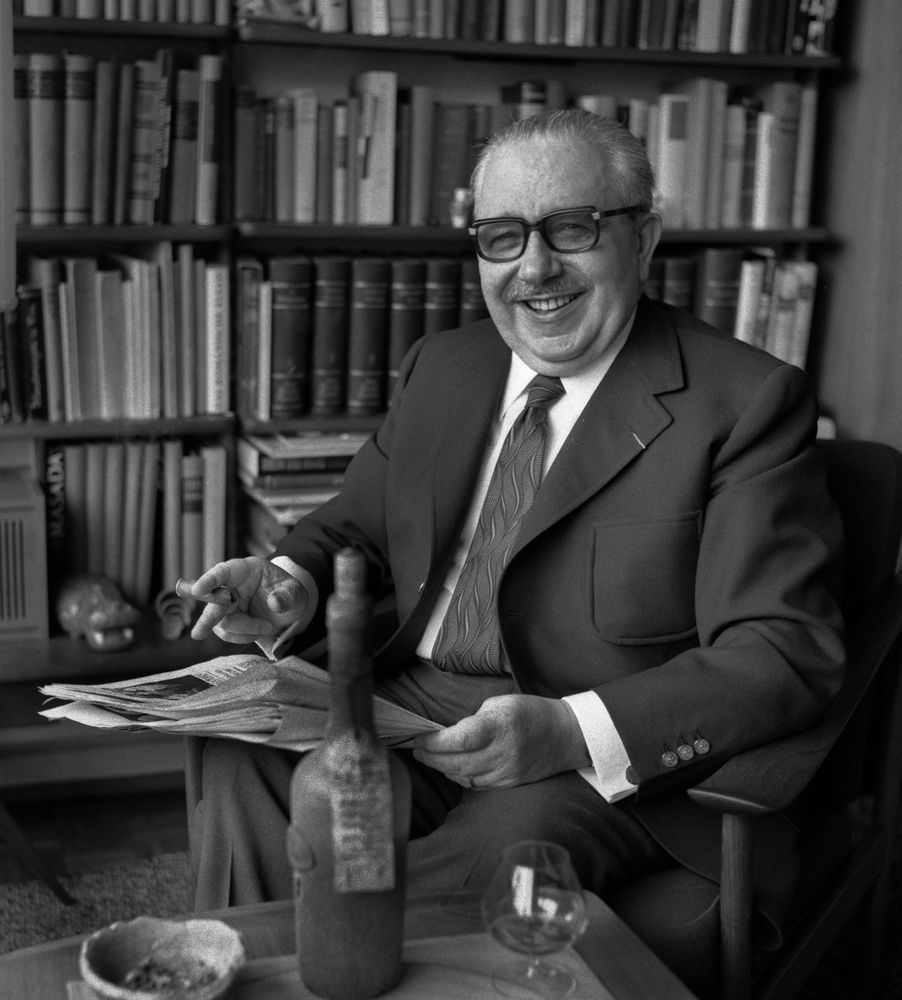
Wilhelm Reusch

Wilhelm Reusch (* 19. Januar 1908 in Köln; † 19. August 1995 in Trier) war ein deutscher Archäologe.

## Leben
Wilhelm Reusch war ein Sohn von Karl Reusch und dessen Ehefrau Christine, geborene Remmertz, aus Köln. Nach seiner in Köln verbrachten Jugend- und Schulzeit studierte er von 1927 bis 1931 an der Universität zu Köln Geschichte, Klassische Philologie und Geographie 1931 wurde er bei Johannes Hasebroek mit der althistorischen Dissertation „Der historische Wert der Caracallavita in den Scriptores Historiae Augustae“ promoviert. Zum 1. Mai 1933 trat er der NSDAP bei (Mitgliedsnummer 2.128.393).
Obwohl Reuschs Studium altphilologisch-althistorisch ausgerichtet war, wurde er in den Folgejahren an archäologischen Museen und in der Bodendenkmalpflege tätig. Seine erste Tätigkeit führte ihn als wissenschaftlichen Hilfsarbeiter von 1934 bis 1936 zur Römisch-Germanischen Kommission nach Frankfurt am Main und an das Rheinische Landesmuseum in Bonn. 1937 erhielt er eine Anstellung als Direktorialassistent am Römisch-Germanischen Museum in Köln. Da Reusch nicht als Soldat im Zweiten Weltkrieg dienen musste, arbeitete er ab 1941 als wissenschaftlicher Leiter der Staatlichen Bodendenkmalpflege im von den Deutschen besetzten Bezirk Lothringen in Metz. Dort war er unter anderem für Ausgrabungen im spätantiken Kirchenbau von Saint-Pierre-aux-Nonnains und im merowingischen Gräberfeld von Ennery verantwortlich. Seine ausgesprochene Frankophilie stammte aus dieser Zeit und brachte ihm dauerhafte Kontakte, wie etwa zu seinem französischen Kollegen Marcel Lutz (1908–2000).
Nach Kriegsende wurde er zum 1. Juli 1948 übergangsweise Referent für die Museen beim Kultusministerium von Rheinland-Pfalz in Koblenz. Dem folgte von 1949 seine Versetzung als Regierungsrat und stellvertretender Direktor an das Rheinische Landesmuseum Trier. Ab 1963 übernahm er kommissarisch die vakante Stelle des Direktors Hans Eiden, bis diese 1965 von Reinhard Schindler übernommen wurde. 1973 trat er am Museum in den Ruhestand. Von 1962 bis 1978 nahm er einen Lehrauftrag an der Universität des Saarlandes für Archäologie und Geschichte der römischen Rheinlande an, was ihm 1971 den Titel eines Honorarprofessors einbrachte. Einen weiteren Lehrauftrag im Fach Alte Geschichte übernahm er von 1973 bis 1978 an der neuen Universität Trier. Ab Mitte der 1960er Jahre bis 1985 war Reusch Geschäftsführer der Gesellschaft für nützliche Forschungen zu Trier.
Reusch starb 1995 im Alter von 87 Jahren. Er wurde in der Familiengrabstätte auf dem Kölner Melaten-Friedhof beigesetzt.
Ein Schwerpunkt seiner wissenschaftlichen Tätigkeit war die Leitung der Ausgrabungen in der im Krieg zerstörten Konstantinbasilika in Trier sowie die Betreuung des Wiederaufbaus der Basilika von 1950 bis 1955. Sein nächster Forschungsschwerpunkt waren archäologische Untersuchungen am Westteil der Trierer Kaiserthermen von 1960 bis 1966, deren posthume Publikation im Jahr 2012 erfolgte.

## Auszeichnungen
- 1944: Ordentliches Mitglied des Deutschen Archäologischen Instituts
- 1959: Mitglied der Société des antiquaires de France
- 1971: Honorarprofessor der Universität Saarbrücken
- 1972: Chevalier des Ordre des Palmes Académiques
- 1978: Ehrenmitglied der Gesellschaft für nützliche Forschungen zu Trier
- 1987: Ehrenmitglied der Société des antiquaires de France

## Veröffentlichungen (Auswahl)
Für ein vollständiges Schriftenverzeichnis siehe Jürgen Merten: Bibliographie Wilhelm Reusch. In: Trierer Zeitschrift 51, 1988, S. 23–28.
- Der historische Wert der Caracallavita in den Scriptores Historiae Augustae (= Klio Beiheft 24). Dieterich’sche Verlagsbuchhandlung, Leipzig 1931 (= Dissertation, Digitalisat).
- Der Kölner Münzschatzfund vom Jahre 1909 (= Schriften der römischen und germanischen Abteilung des Wallraf-Richartz-Museums der Stadt Köln Heft 1). Dieterich’sche Verlagsbuchhandlung, Leipzig 1935.
- (Hrsg.): Aus der Schatzkammer des antiken Trier. Neue Forschungen und Ausgrabungen. Festgabe des Rheinischen Landesmuseums Trier zum 150-jährigen Bestehen der Gesellschaft für nützliche Forschungen, 1801–1951. Paulinus-Verlag, Trier 1951; 2. veränderte Auflage Trier 1959.
- Augusta Treverorum. Rundgang durch das römische Trier. Paulinus-Verlag, Trier 1954, 13. Auflage 1985.
  - englisch: Treveris, a guide through Roman Trier. 1959; französisch: Trèves, cité romaine. Guide illustré. Trier 1959.
- Die Kaiserthermen in Trier (= Führungsblätter des Rheinischen Landesmuseums Trier N. F. Nr. 3). Trier 1954.
- (Hrsg.): Die Basilika in Trier. Festschrift zur Wiederherstellung 9. Dez. 1956. Mainz 1956.
- mit Theodor Konrad Kempf (Hrsg.): Frühchristliche Zeugnisse im Einzugsgebiet von Rhein und Mosel. Trier 1965.
- Trier, Kaiserthermen (= Führer der Verwaltung der Staatlichen Schlösser Rheinland-Pfalz Heft 1). Landesamt für Denkmalpflege Rheinland-Pfalz, Verwaltung der Staatlichen Schlösser, Mainz 1976.